# Cauquenes
Cauquenes es una ciudad y comuna de la Región del Maule, ubicada en la zona central de Chile. Es capital de la Provincia de Cauquenes. Tiene una población de 42.798 habitantes de acuerdo al censo de 2024.
Se ubica a 355 kilómetros (221 mi) de Santiago y limita al norte con las comunas de Empedrado y San Javier  al sur con Cobquecura, Quirihue, Ninhue y San Carlos, al oeste con Chanco y Pelluhue, y al este con Parral y Retiro.
Luego de la reforma electoral de 2015 y, en virtud de la ley 20.840, integra el distrito electoral 18 junto a Linares, Colbún, San Javier, Villa Alegre, Yerbas Buenas, Longaví, Retiro, Parral, Pelluhue y Chanco, además de la circunscripción electoral 9° por la región del Maule.

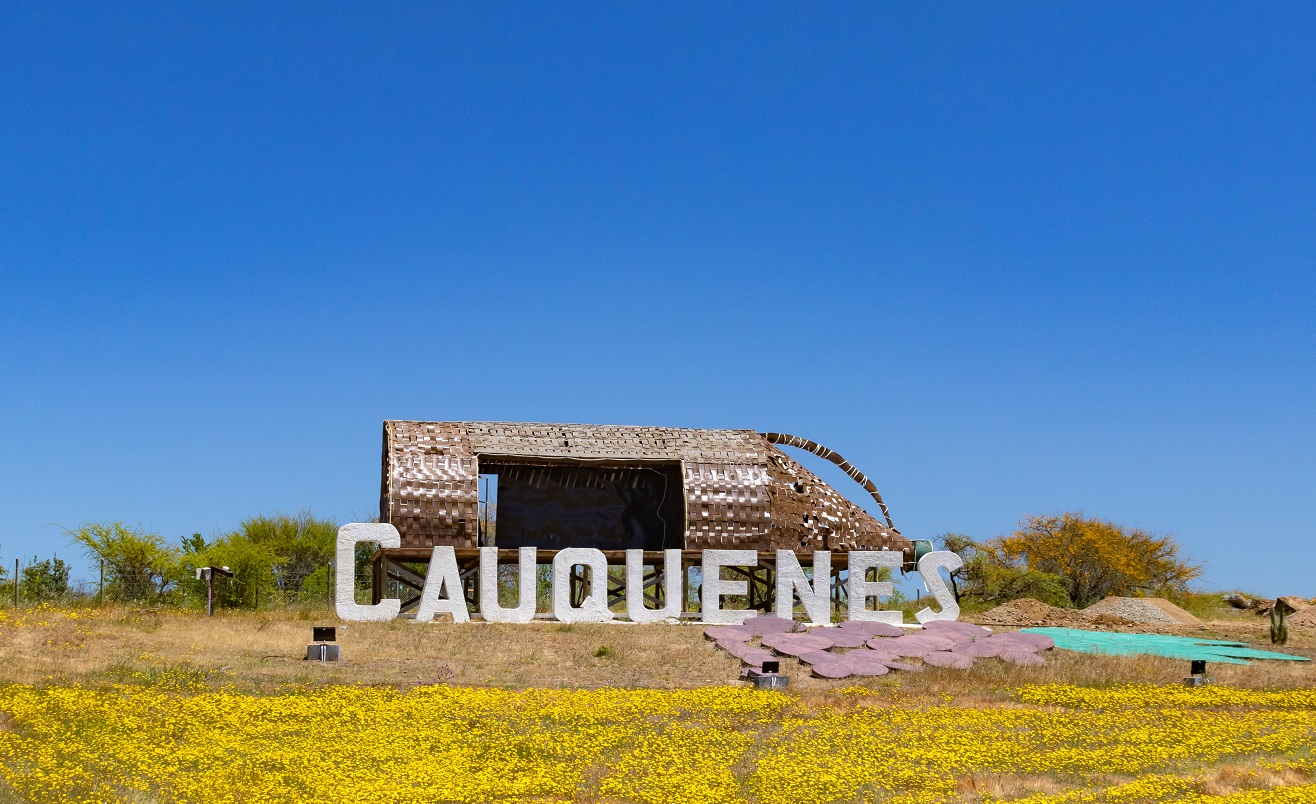
Ingreso Norte a Cauquenes.

## Toponimia
El nombre Cauquenes proviene de los indígenas del mismo nombre mencionados por Alonso de Ercilla en el poema épico La Araucana, quienes habrían evitado en el río Maule el avance de los incas antes del periodo de la conquista de Chile (Véase Batalla del Maule). De este grupo indígena también provendría el nombre del río que cruza esta ciudad.A su vez, el nombre de los cauquenes provendría del vocablo mapuche cauqueñ, palabra que aludía al pato de agua dulce (Bernicla poliocephala).Esta denominación podría relacionarse especulativamente con el hecho de que organizaban su vida en torno a la presencia del agua dulce y sus recursos o porque sus actividades estaban asociadas a la caza de aves, a la recolección de totora, etc.
Otras fuentes aluden a los peces cauques (Atherinopsidae), que abundaban en los ríos cercanoso a los cauques, un tipo de ave marina.

## Historia

### Periodo prehispánico
En la zona precordillerana de la comuna de Cauquenes así como en la zona costera de la comuna de Pelluhue, existe evidencia de la presencia prehispánica a partir del Periodo Arcaico, que comprende desde el 9000 hasta el 300 A.C. en Chile. Desde este último tramo de tiempo, debido al desarrollo de la horticultura y la alfarería, estos pobladores primigenios se desplazaron a través de la zona central de Chile. Se propone que la presencia prehispánica en el territorio se produjo debido al desplazamiento de complejos culturales que estaban ubicados más al norte y en la zona centro-sur chilena. Por el norte, se encontraba las culturas Bato y Llolleo, entre 300 A.C y 1000 D.C, Aconcagua, entre 1000 y 1400 D.C. y Aconcagua-Inca, entre 1400 y 1550 D.C. mientras que, por el centro-sur, estaban presentes los complejos culturales Pitrén, entre 300 y 1050 D.C, y El Vergel, entre 1000 y 1550 D.C.

### Conquista
La zona ubicada entre el río Maule y el río Itata estaba poblada por alrededor de 200.000 indígenas que la documentación colonial registra bajo los nombres de promaucaes, cauquenes, maules, itatas y quirihuanos.
Al sur del río Maule, estos habitantes se ubicaban a lo largo de los ríos Loncomilla, Achibueno, Putagán, Ancoa, Purapel, Perquilauquén y Tutuvén.El cronista español Gerónimo de Vivar identificó al área que comprendía entre el río Mataquito y el río Maule como la "provincia de los promaucaes" mientras que asoció el territorio del valle del Maule y del valle del Itata con la "provincia de Concepción".A pesar de estas diferencias geográficas, según señala de Vivar en el siglo XVI, los indígenas de ambas provincias compartían el mismo idioma que los nativos de la "provincia del Mapocho".En referencia a su cultura, estas colectivades humanas compartían el idioma mapuche así como costumbres y creencias que los vinculan con "lo mapuche".La presencia de estas poblaciones indígenas se evidencia en la abundante toponimia de origen mapuche en la zona.
Al momento del contacto entre españoles e indígenas, los nativos de la zona del Maule se agrupaban en familias ampliadas que reconocían un origen común y que obedecían a una determinada autoridad. Tras el sometimiento de las parcialidades indígenas, las autoridades españolas comenzaron a usar los conceptos de "pueblos de indios" o "cabeceras de doctrina" para aludir a "ciertos sectores, normalmente parte de valles o quebradas, próximos a ríos o aguadas, en los que vivía cierto número de naturales". Esta denominación tenía el propósito de aumentar el control y la aculturación de las poblaciones sometidas mediante la prédica del cristianismo, de facilitar el cobro eficiente de los tributos y de asegurar la concentración de mano de obra disponible mediante la encomienda.Dentro de los pueblos de indios de la actual zona del Maule figuraban Cauquenes, Chanco y Putagán, solo por mencionar algunos.

### Época colonial
Durante el siglo XVII, las tierras donde actualmente se sitúa Cauquenes formaban parte de un caserío que figuraba como encomienda a cargo del encomendero Juan Gallardo durante el año 1618.
La fundación de Cauquenes tuvo lugar más de un siglo después, en 9 de mayo de 1742, bajo el nombre de Villa de Nuestra Señora de las Mercedes de Tutuvén. Más específicamente, Cauquenes fue fundado en las tierras del cacique de los indígenas cauquenes Ascensio Galdames y Quiñiante y de su esposa Micaela de Araya, quienes donaron las 307 cuadras de terreno ubicadas entre los ríos Tutuvén y Cauquenes al reino español. Su fundador, el gobernador del Reino de Chile, José Antonio Manso de Velasco, fundó la ciudad en el marco del proceso de urbanización chilena con fines defensivos y comunitarios. En el momento de su fundación, Cauquenes contaba con 49 viviendas y 16 solares cercanos, una iglesia parroquial, un tajamar en el río Tutuvén, así como un cepo y un grillo en la plaza pública para la justicia.
La fundación de esta ciudad se vincula con el plan de asentamiento y ocupación estable del territorio ubicado a lo largo del Camino Real entre Santiago y Concepción.Con esta medida se buscaba reunir población dispersa a la par que se aseguraba el abastecimiento y las provisiones para los viajeros. De esta forma, a mediados del siglo XVIII surgieron otras ciudades en el mismo periodo como Rancagua (1743), San Fernando (1742), Curicó (1743) y Talca (1742) en el Partido de Colchagua y en el Partido del Maule.

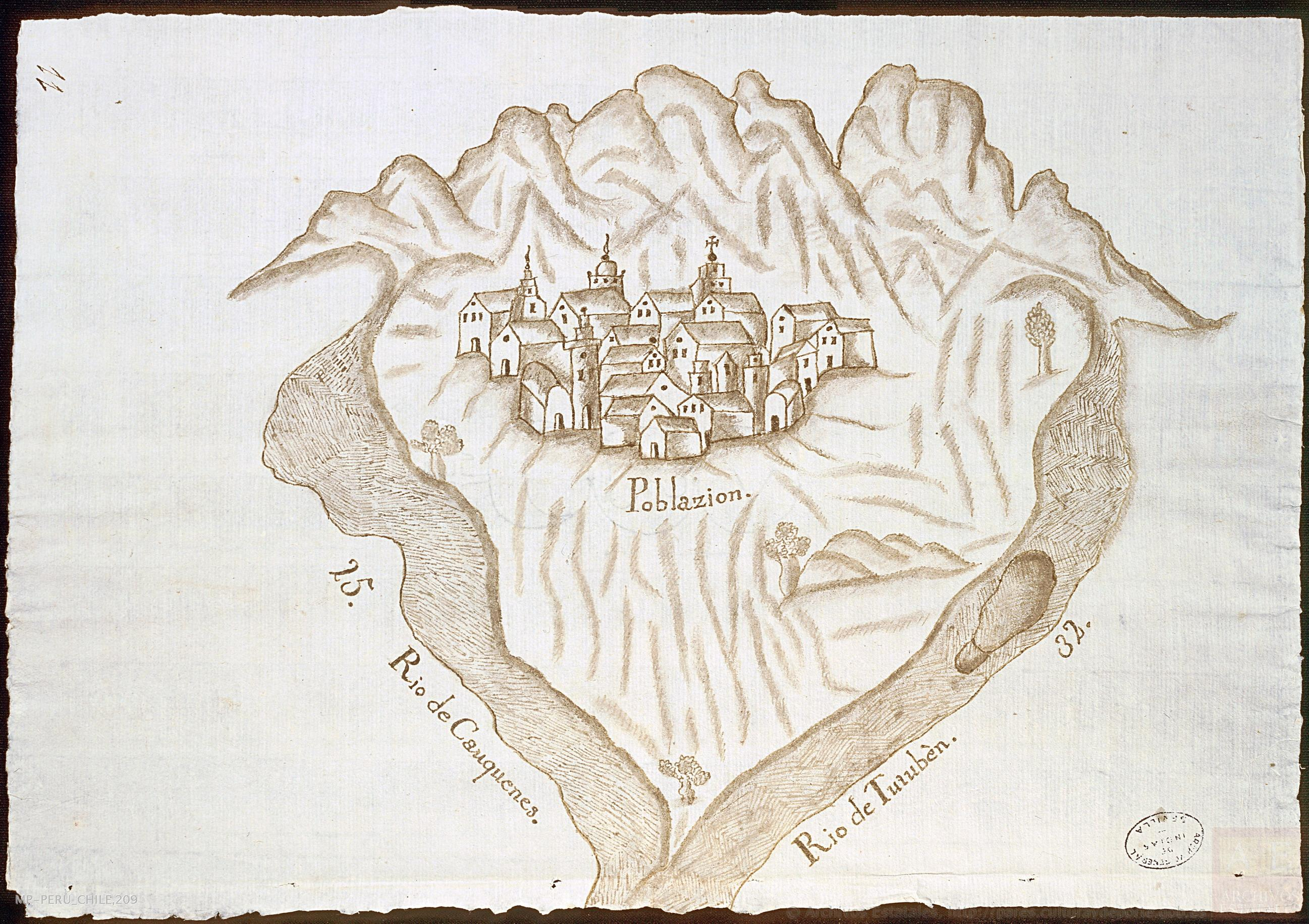
Ilustración de Cauquenes en el año 1744.

Ya a fines del siglo XVIII, Vicente de Carvallo y Goyeneche describe a la localidad de Cauquenes, capital del Corregimiento del Maule, en los siguientes términos en la Descripción Histórico-Geográfica del Reino de Chile:

Su capital es la villa de Nuestra, Señora de la Merced, fundada a 9 de mayo de 1742 por el conde de Superunda, en la altura de 35, 34 de latitud, i 304, 11 de longitud sobro el remate da una colina baja a orillas del rio Tutuben, pero distante de su confluente con Cauquenes que da nombre a la provincia. Su figura es cuadrada, con 34 manzanas ocupadas por cien vecinos, que componen el número de 715 habitantes españoles, indios, mestizos, i negros. Su ayuntamiento, presidido del subdelegado, le forman dos alcaldes ordinarios, cuatro rejidores, alferez real, procurador i escribano. Tiene una parroquia cuyo párroco, que tambien es vicario foraneo, como lo son todos los de este obispado, es el licenciado don José Ignacio del Rio, i un convento de relijiosos franciscanos, del que es prelado el R. Y. predicador jeneral frai Francisco Gonzalez.
Vicente de Carvallo y Goyeneche (1875)

### SigloXIX
Durante el periodo de la guerra independentista, la zona de Cauquenes fue escenario de la violencia entre el bando realista y el bando independentista debido a su carácter de "zona intermedia" entre las tropas revolucionarias y las fieles al rey.
El nombre de la ciudad cambió con el tiempo. Con la ley de 30 de agosto de 1826, que crea la provincia de Maule, pasa a denominarse Villa de Cauquenes y, finalmente, el 22 de diciembre de 1826, adquiere el título de Ciudad de Cauquenes.Hacia 1870, la extensión del poblado era de 1200 metros de oriente a poniente y de 750 de norte a sur, contaba con 50 manzanas con 400 casas y dos plazas conocidas como Plaza Nueva y Plaza Vieja.

### SigloXX

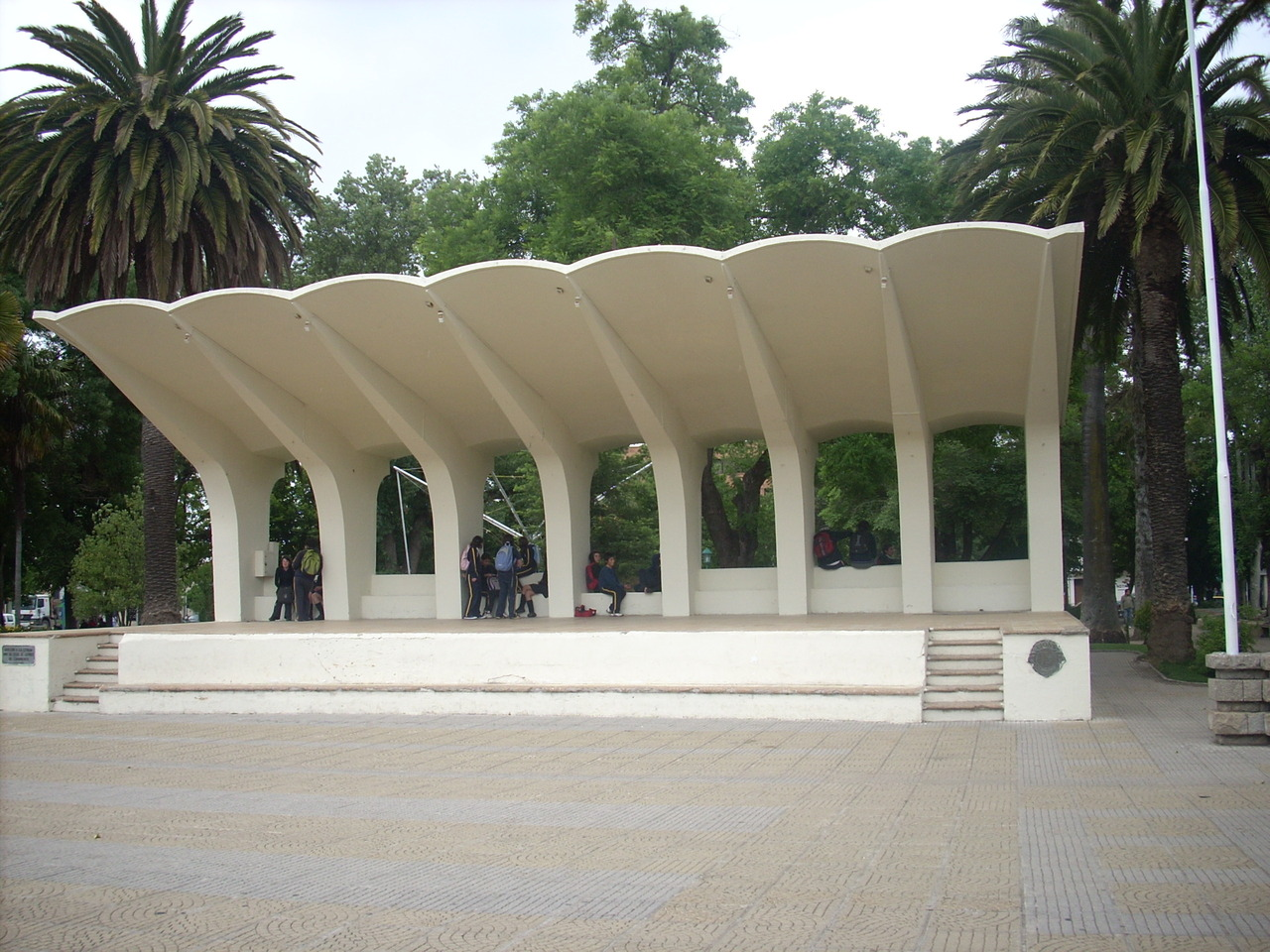
Plaza de Cauquenes.

Durante la dictadura militar de Augusto Pinochet numerosos habitantes de la comuna sufrieron la privación de la libertad y la tortura por razones políticas de acuerdo a testimonios registrados en el Informe Rettig e Informe Valech. Estos casos se concentran principalmente entre los años 1973 y 1974. El ex Cuartel de la Policía Investigaciones de Cauquenes, el Regimiento de Infantería n° 13 Andalién y la Cárcel Pública de Cauquenes fueron usados por el ejército y por la Policía de Investigaciones (PDI) para realizar interrogatorios y torturas tanto a lugareños como a detenidos trasladados desde Constitución.

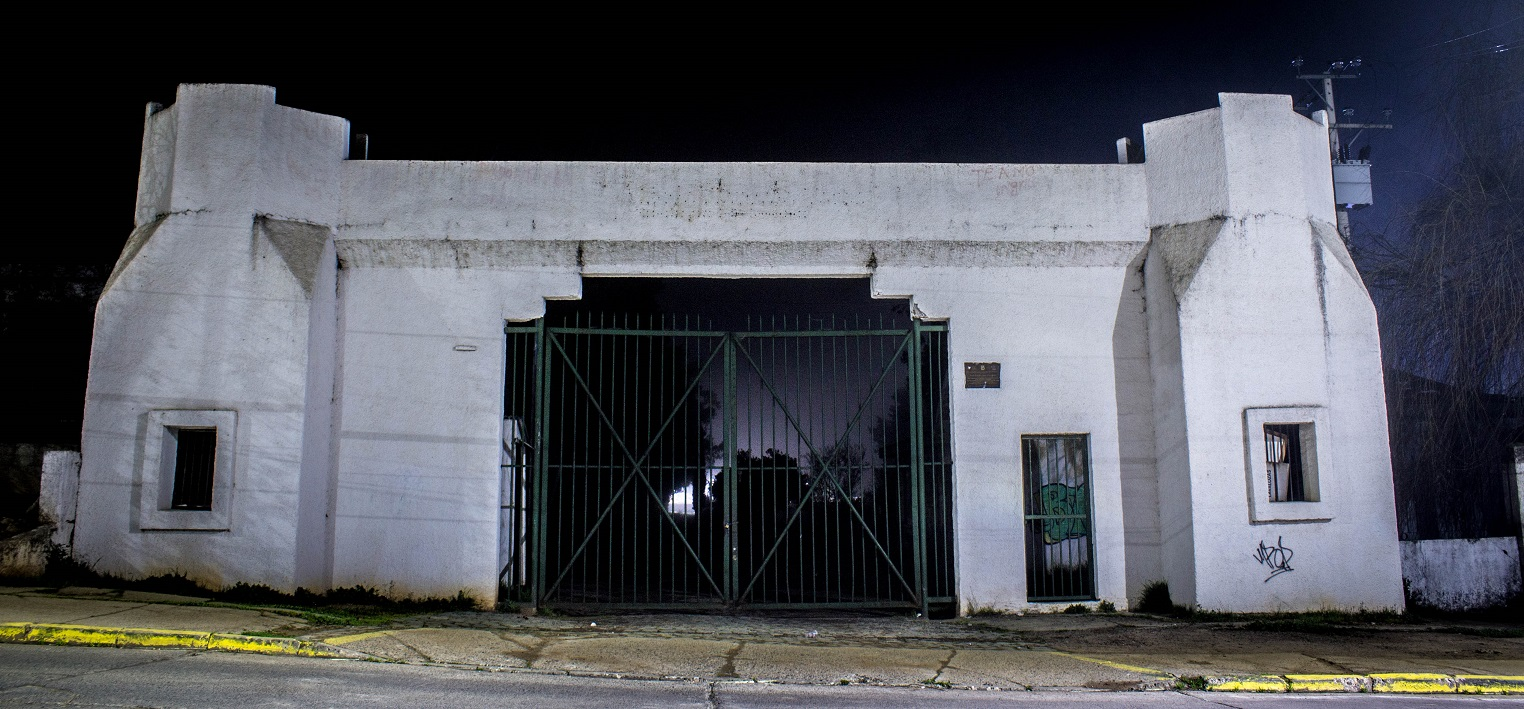
Frontis Regimiento de Infantería N.º 13 Andalién, actualmente desaparecido.

La Comisión Nacional sobre Prisión Política y Tortura llegó a esta conclusión con base en 118 testimonios registrados en Cauquenes. El 16 de septiembre de 1973, se les pierde el rastro a dos militantes del Movimiento de Izquierda Revolucionaria (MIR) de Constitución en el ex Cuartel de la Policía de Investigaciones de Cauquenes. Ambos figuran en la lista de víctimas de desaparición forzada durante la dictadura. El 4 de octubre de 1973, militares de la Caravana de la Muerte ejecutan en el Fundo El Oriente a 4 miembros locales del Partido Socialista: Miguel Muñoz Flores, Manuel Plaza Arellano, Pablo Vera Torres y Claudio Lavín Loyola.

### SigloXXI

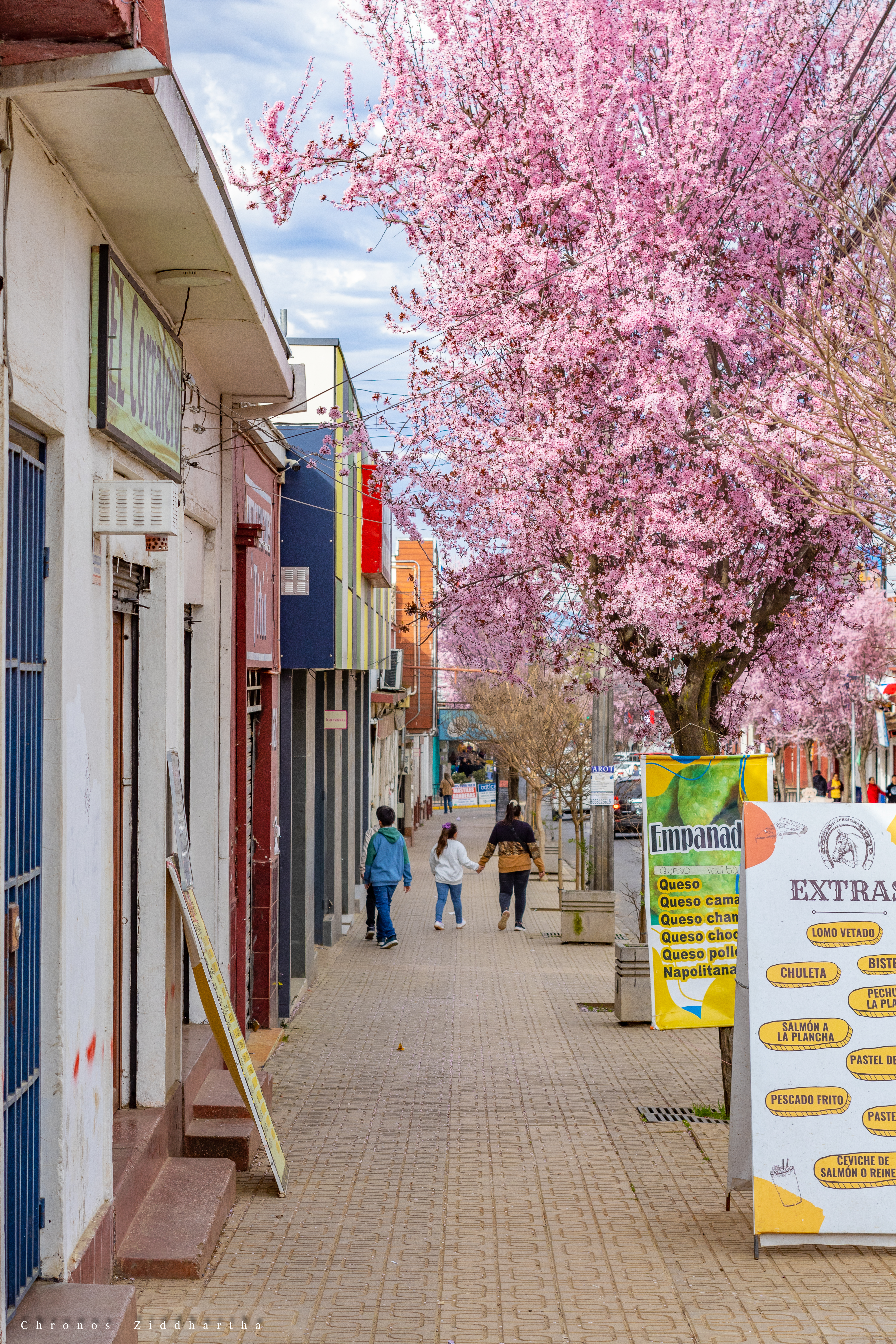
Calle Victoria en Cauquenes

La ciudad fue una de las más afectadas por el terremoto de 2010, pues provocó graves daños en varios edificios emblemáticos de la ciudad, como la municipalidad y la Iglesia San Alfonso, además de varias casas destruidas y 16 víctimas fatales.

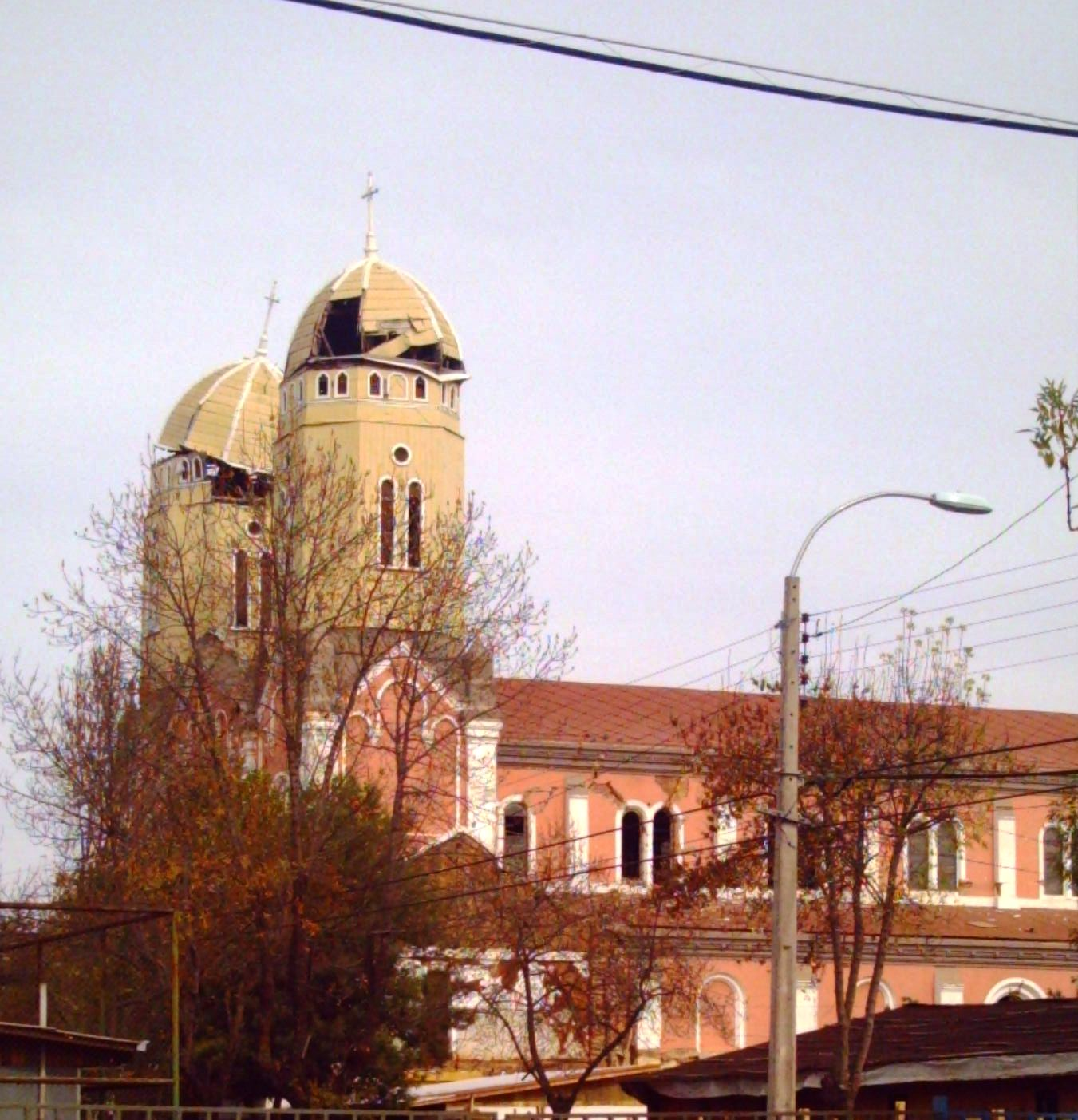
Iglesia San Alfonso, con sus cúpulas dañadas tras el terremoto de 2010.

#### Incendios del año 2017

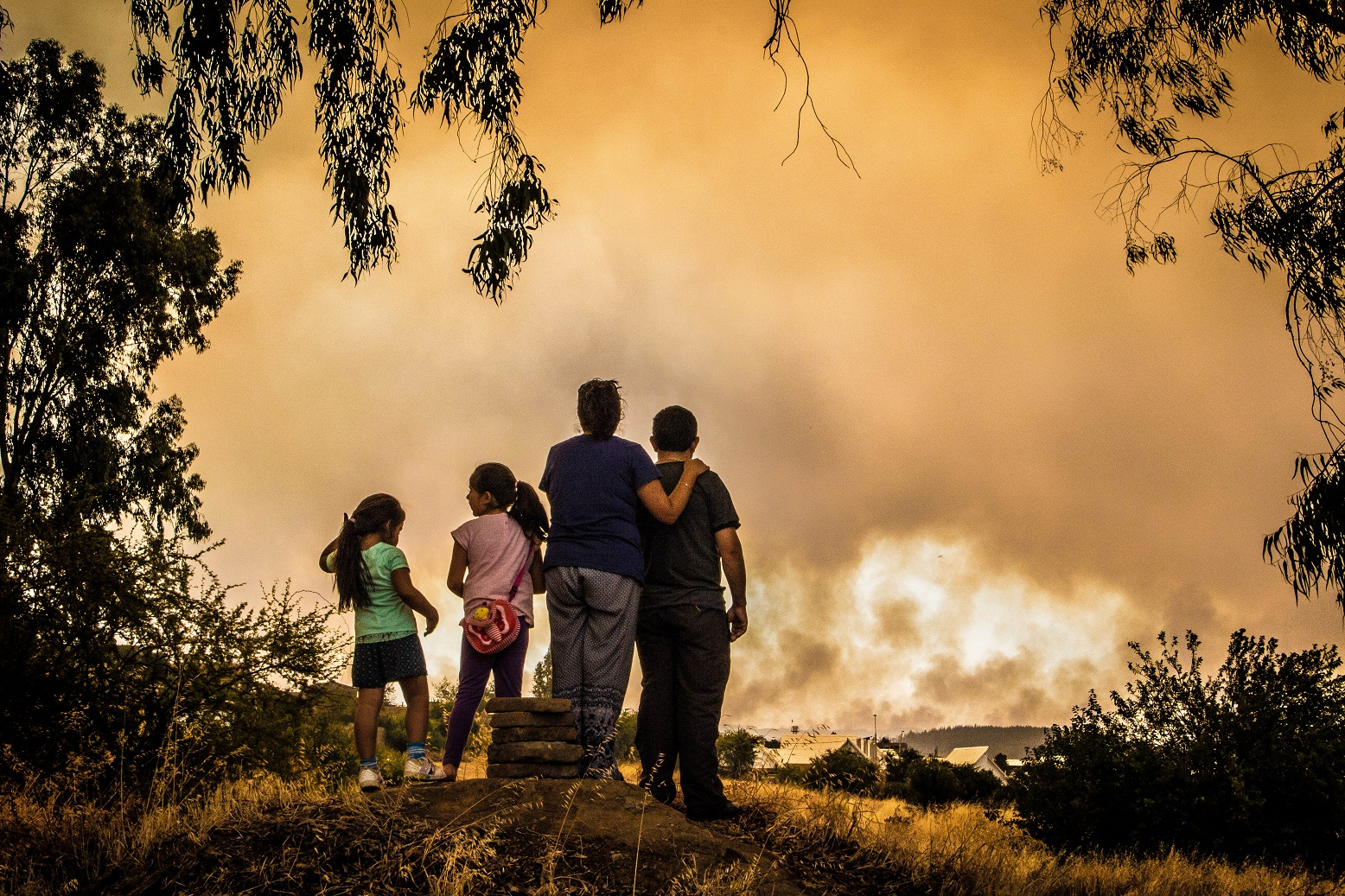
Familia de Cauquenes viendo los incendios de 2017.

El día 19 de enero de 2017 la comuna de Cauquenes fue declarada en alerta roja por la Corporación Nacional Forestal (CONAF) debido a un gran e incontrolable incendio forestal que afectó gran parte de la zona central de Chile. Los principales focos, que comenzaron el día 18 de enero, fueron los de Coronel de Maule, «Santa Cruz» y «Las Máquinas», los cuales consumieron en conjunto una superficie de 213.185 hectáreas de vegetación en la comuna de Cauquenes. Debido a la dirección del viento la ciudad quedó tapada por cenizas y humo durante todo el tiempo que duró la catástrofe.
El incendio denominado «Las Máquinas», que, además de Cauquenes, afectó a las comunas de Empedrado y Constitución en la región del Maule, es considerado el incendio más grande registrado en la historia de Chile con 183.946 hectáreas consumidas (foco que derivó en la tragedia en la localidad de Santa Olga).

A raíz de esto el Gobierno de Chile declaró «zona afectada por catástrofe» y «zona de catástrofe» con estado de excepción constitucional (específicamente «estado de catástrofe») a las provincias de Colchagua y Cardenal Caro en la región de O'Higgins, y a las comunas de Cauquenes y Vichuquén en la región del Maule el 21 de enero.3 El 3 de febrero se declara alerta amarilla para la zona. Finalmente, el 27 de febrero de 2017 se declaran extinguidos los principales focos localizados en Coronel de Maule, Santa Cruz, Las Máquinas y San Antonio gracias al trabajo de los cuerpos de Bomberos de Cauquenes y unidades que participaron de distintas comunas de Chile además de Carabineros, CONAF, el Ejército de Chile y la ayuda de particulares.

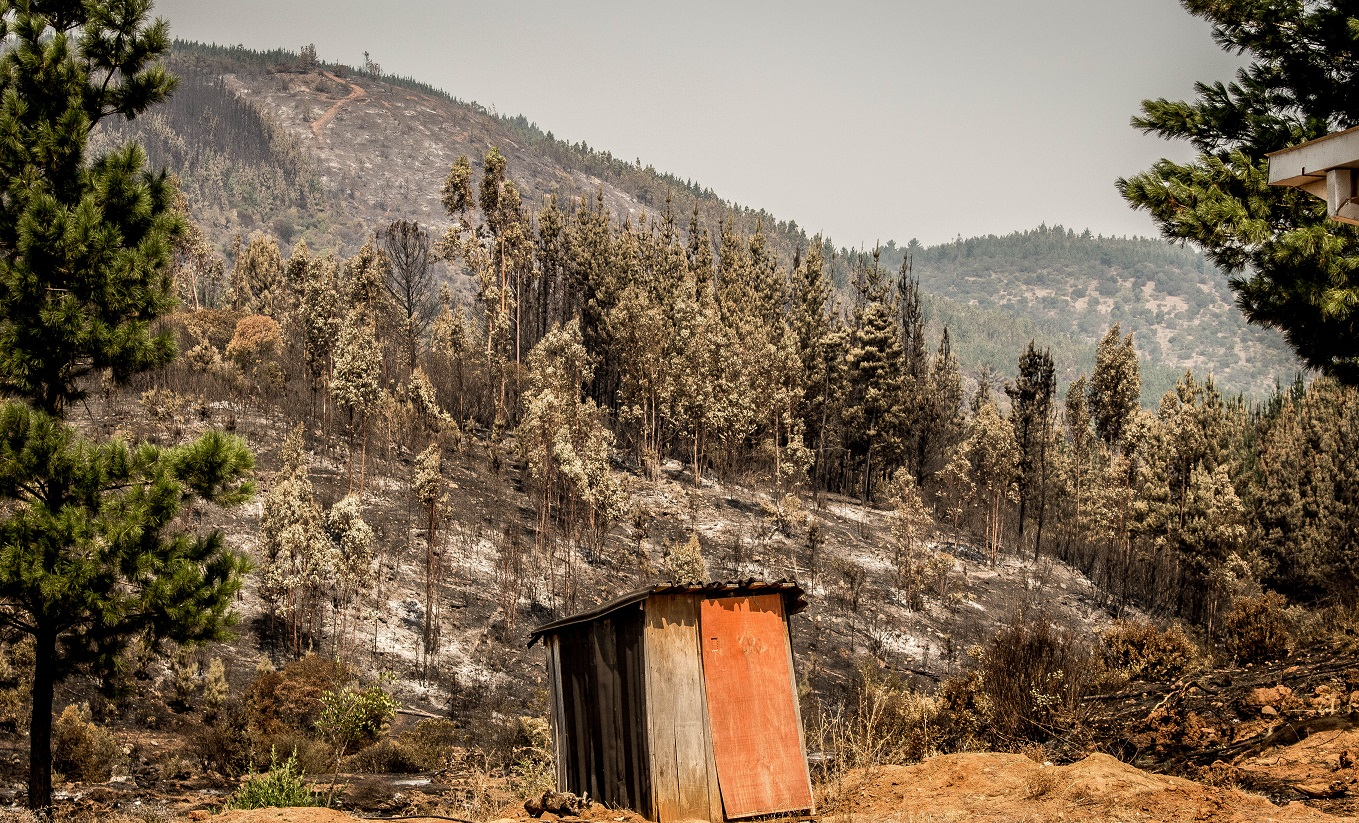
Cerros quemados en la Provincia de Cauquenes durante los incendios de 2017

## Medio ambiente

### Geomorfología y componentes abióticos

Trazado simplificado de los ecosistemas y cuerpos de agua presentes en la comuna de Cauquenes.

La comuna de Cauquenes se encuentra emplazada en las unidades geomorfológicas de Cuencas graníticas marginales, Llanos de sedimentación fluvial o aluvional, Planicie marina o fluviomarina, Cordillera de la costa y Llano central fluvio-glacio-volcánico.

### Clima
Según la clasificación climática de Köppen la comuna presenta los tipos de clima mediterráneo de lluvia invernal (Csb) y clima mediterráneo de lluvia invernal e influencia costera (Csb (i)). El primero corresponde al clima templado cálido con lluvias invernales, con estación seca, calurosa y prolongada de 6 meses. El segundo es el clima templado cálido con lluvias y gran humedad atmosférica Mientras que el primer tipo de clima es el mayoritario, el segundo solo abarca una pequeña franja de la zona comunal ubicada en el poniente
Su clima es mediterráneo con una temperatura media de 25 °C en enero y 7 °C en julio. Sus máximas absolutas son de 38,2 °C y en invierno de -8 °C. Su media anual de precipitación es 700 mm.
| Parámetros climáticos promedio de Cauquenes | Parámetros climáticos promedio de Cauquenes | Parámetros climáticos promedio de Cauquenes | Parámetros climáticos promedio de Cauquenes | Parámetros climáticos promedio de Cauquenes | Parámetros climáticos promedio de Cauquenes | Parámetros climáticos promedio de Cauquenes | Parámetros climáticos promedio de Cauquenes | Parámetros climáticos promedio de Cauquenes | Parámetros climáticos promedio de Cauquenes | Parámetros climáticos promedio de Cauquenes | Parámetros climáticos promedio de Cauquenes | Parámetros climáticos promedio de Cauquenes | Parámetros climáticos promedio de Cauquenes |
| Mes                                         | Ene.                                        | Feb.                                        | Mar.                                        | Abr.                                        | May.                                        | Jun.                                        | Jul.                                        | Ago.                                        | Sep.                                        | Oct.                                        | Nov.                                        | Dic.                                        | Anual                                       |
| ------------------------------------------- | ------------------------------------------- | ------------------------------------------- | ------------------------------------------- | ------------------------------------------- | ------------------------------------------- | ------------------------------------------- | ------------------------------------------- | ------------------------------------------- | ------------------------------------------- | ------------------------------------------- | ------------------------------------------- | ------------------------------------------- | ------------------------------------------- |
| Temp. máx. media (°C)                       | 36                                          | 38                                          | 30                                          | 27                                          | 24                                          | 20                                          | 16                                          | 12                                          | 16                                          | 19                                          | 23                                          | 26                                          | 20                                          |
| Temp. mín. media (°C)                       | 13                                          | 12                                          | 10                                          | 7                                           | 6                                           | 5                                           | 4                                           | 3                                           | 5                                           | 6                                           | 8                                           | 11                                          | 8                                           |
| Precipitación total (mm)                    | 8                                           | 7                                           | 16                                          | 40                                          | 110                                         | 153                                         | 140                                         | 98                                          | 60                                          | 40                                          | 15                                          | 10                                          | 697                                         |
| Fuente: MSN 2008                            |                                             |                                             |                                             |                                             |                                             |                                             |                                             |                                             |                                             |                                             |                                             |                                             |                                             |

### Hidrografía
Esta además se halla entre las cuencas hidrográficas de Costeras del río Maule y el límite regional, río Itata y río Maule. Además, la comuna posee diversos cuerpos de agua, entre los que se destacan la Laguna El Boldo, Laguna El Ciénago, Laguna La Aguada de Cauquenes, Laguna Santa Lucía y Laguna Santa Luisa; y río Calabozo, río Cauquenes, río Cayurranquil, río del Rosal o Rosales, río Laguna, río Ñiquén, río Perquilauquen, río Reloca, río San Juan y río Tutuvén.
El río Cauquenes es un afluente del río Perquilauquén y cruza parte de la provincia de Cauquenes, en la Región del Maule, en Chile. Nace en la Cordillera de la Costa, cerca de Cauquenes, y corre hacia el oriente. Después de pasar al sur de esta ciudad, recibe las aguas del río Tutuvén. En su curso más bajo recibe solamente algunos afluentes de menor importancia antes de desembocar en el Perquilauquén, un tributario del río Maule, en un punto cercano al de la desembocadura del río Purapel. Tal como este último, el río Cauquenes es uno de los pocos ríos que fluyen hacia el este, en un país donde la gran mayoría de los ríos corren de este a oeste, es decir, desde la cordillera al Pacífico.

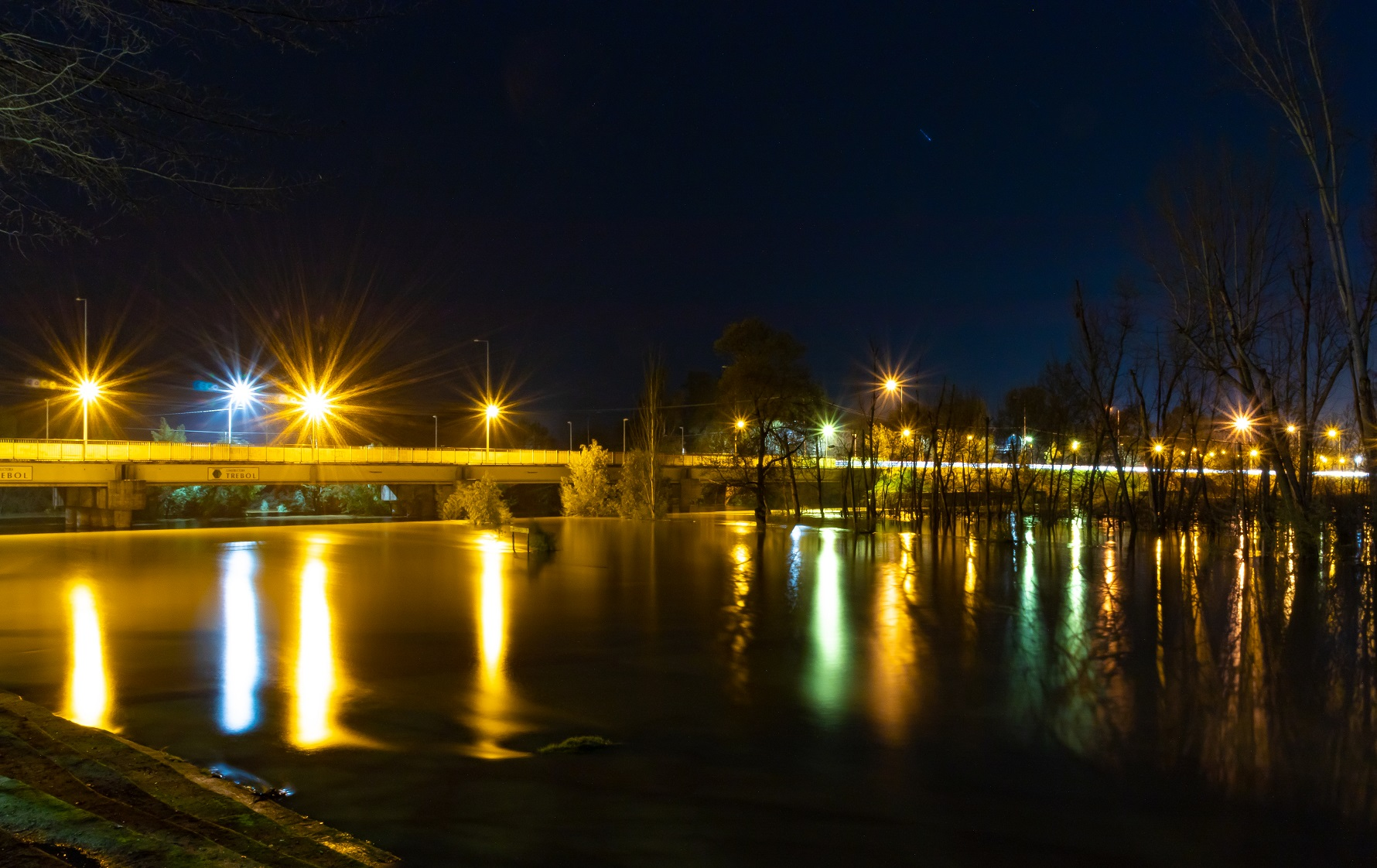
Río Cauquenes de noche en invierno con intensas lluvias.

### Componentes bióticos
Dentro del territorio de la comuna se pueden hallar los siguientes ecosistemas:
- Bosque caducifolio mediterráneo costero donde predominan Nothofagus glauca y Azara petiolaris (en peligro crítico)
- Bosque caducifolio mediterráneo costero donde predominan Nothofagus glauca y Persea lingue (en peligro crítico)
- Bosque esclerófilo mediterráneo costero donde predominan Lithrea caustica y Azara integrifolia (en peligro crítico)
- Bosque esclerófilo mediterráneo interior donde predominan Lithrea caustica y Peumus boldus (en peligro)
- Bosque espinoso mediterráneo interior donde predominan Acacia caven y Lithrea caustica (en peligro)

### Medidas de protección ambiental y conflictos socioambientales
Hasta 2022, la comuna de Cauquenes cuenta con las siguientes zonas que cuentan con algún nivel de protección ambiental:
- AAVC Bosque Maulino Con Queules Y Pitaos De Ralbún - Copiulemu (Iniciativa de Conservación Privada)[37]
- Cardonal - Linda Vista (sitios ERB)[38]
- Ciénaga del Name (sitios ERB)[39]
- Predio San Ignacio de la AVC Ciénagas del Name (Iniciativa de Conservación Privada)[40]
- Tregualemu (sitios Ley 19.300)[41]
- Tregualemu, Ramadil y Río Petorca (sitios ERB)[42]

#### Sequía en el río Cauquenes
El río Cauquenes, al igual que otros afluentes de Chile, se ha visto afectado por la sequía que enfrenta este país. Como ejemplo de esta situación, la cuenca de este río se secó en el verano del año 2020. Se prevé una disminución a largo plazo del caudal del río Cauquenes de un 1 %, según las estimaciones más optimistas, y de un 17 %, según las estimaciones más pesimistas, producto del cambio climático. Otros motivo que estaría potenciando este efecto es el aumento de las plantaciones forestales en la zona.

## Demografía

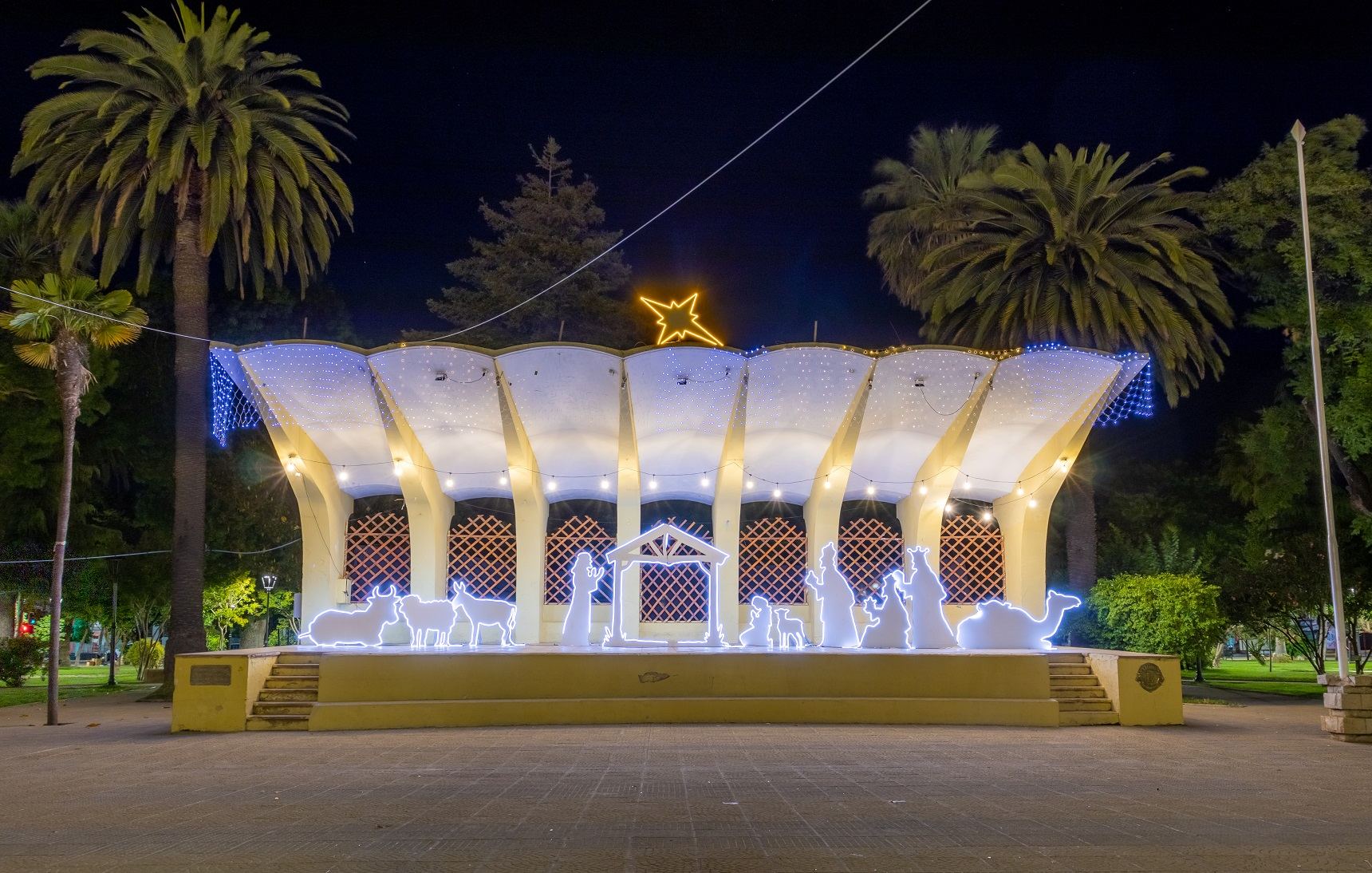
Kiosko de la Plaza de Armas de Cauquenes con decoración navideña.

La comuna de Cauquenes abarca una superficie de 2126,3 km² y tiene una población de 40.441 habitantes según el censo de 2017. Esta cifra corresponde a un 4,54% de la población total de la región. Asimismo, posee una densidad de población de 19,38 hab/km². Un 17,1% (6.916 hab.) de los habitantes de Cauquenes corresponden a población rural y un 82,9 % (33.525 hab) corresponde a población urbana. La totalidad de la población urbana corresponde a la ciudad de Cauquenes.

### Localidades
Además de la ciudad de Cauquenes, la población comunal comprende tres aldeas, varios caseríos y un número indeterminado de lugares menores. Según el Censo de 2017, son consideradas aldeas los siguientes asentamientos:
- Sauzal (381 habitantes)
- Quella (461 habitantes)
- Santa Sofía (620 habitantes)

De igual manera, son consideradas caseríos las siguientes localidades:
- Coronel de Maule (256 habitantes)
- Esquina Mocha (182 habitantes)
- La Posada (162 habitantes)
- Pocillas (142 habitantes)
- Población Loyola (101 habitantes)
- Cruce Sauzal (72 habitantes)
- San Miguel (70 habitantes)

### Indicadores sociales
De acuerdo a los resultados extraídos por la Encuesta de Caracterización Socioeconómica Nacional (CASEN) del año 2017, así como del Registro Social de Hogares, la comuna de Cauquenes cuenta con una tasa de pobreza del 20% contemplando únicamente los ingresos y de una tasa de pobreza multidimensional del 26,2%. Este último indicador contempla la carencia en los ámbitos de la educación, la salud y el nivel de vida.

## Administración política

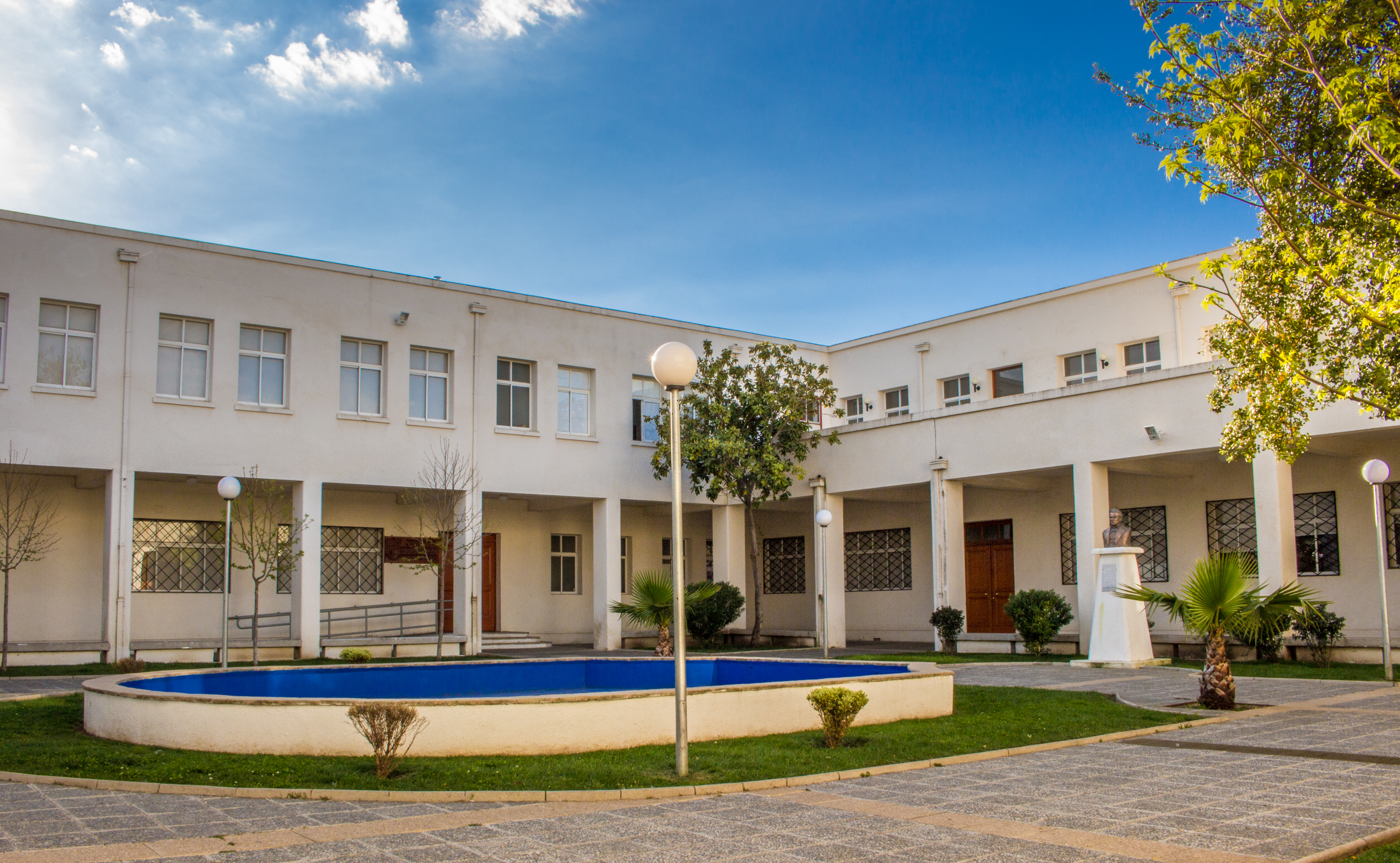
Patio interior del edificio de la municipalidad de Cauquenes.

La comuna de Cauquenes pertenece a la 9.ª circunscripción (Maule), la cual es representada en el Senado por los senadores Juan Castro Prieto (Independiente-RN), Rodrigo Galilea Vial (RN), Juan Antonio Coloma Correa (UDI), Ximena Rincón González (DC) y Álvaro Elizalde Soto (PS). De igual manera, la comuna es parte del distrito número 18, el cual es representado en la Cámara de Diputados del Congreso Nacional por los diputados Ignacio Urrutia (UDI), Rolando Rentería Moller (UDI), Jaime Naranjo Ortiz (PS) y Manuel José Matta Aragay (DC).
Los Consejeros Regionales (CORE) que representan a la Provincia de Cauquenes en el Gobierno Regional del Maule son Juan Andrés Muñoz Saavedra (RN) y María del Carmen Pérez Donoso (DC).
De manera local, la administración de la comuna de Cauquenes recae sobre la Ilustre Municipalidad de Cauquenes, corporación autónoma de derecho público con personalidad jurídica y patrimonio propio. La máxima autoridad de dicha municipalidad es el alcalde Jorge Muñoz (IND-RN), quien cuenta con la asesoría de un Concejo Municipal, compuesto por los concejales que fueron electos en los comicios municipales del año 2024: 
- Ignacio Rodríguez Villablanca (Republicanos)
- Matías Ceballos Pradenas (UDI)
- Grace Meza Cancino (IND-UDI)
- Álvaro Apablaza Apablaza (IND-RN)
- Nelson Rodríguez Gallardo (PR)
- Matías Castro Valdés (PS)

## Economía
Cauquenes es reconocida por su vino, agricultura, gastronomía y alfarería.
En 2018, se registraban 730 empresas en Cauquenes. El Índice de Complejidad Económica (ECI) en el mismo año fue de 0,66, mientras que las actividades económicas con mayor índice de Ventaja Comparativa Revelada (RCA) fueron Cultivo de Raps (109,43), Cultivo y Recolección de Hongos, Trufas y Savia, Producción de Jarabe de Arce y Azúcar (86,91) y Actividades de Museos y Preservación de Lugares y Edificios Históricos (60,65).

## Cultura

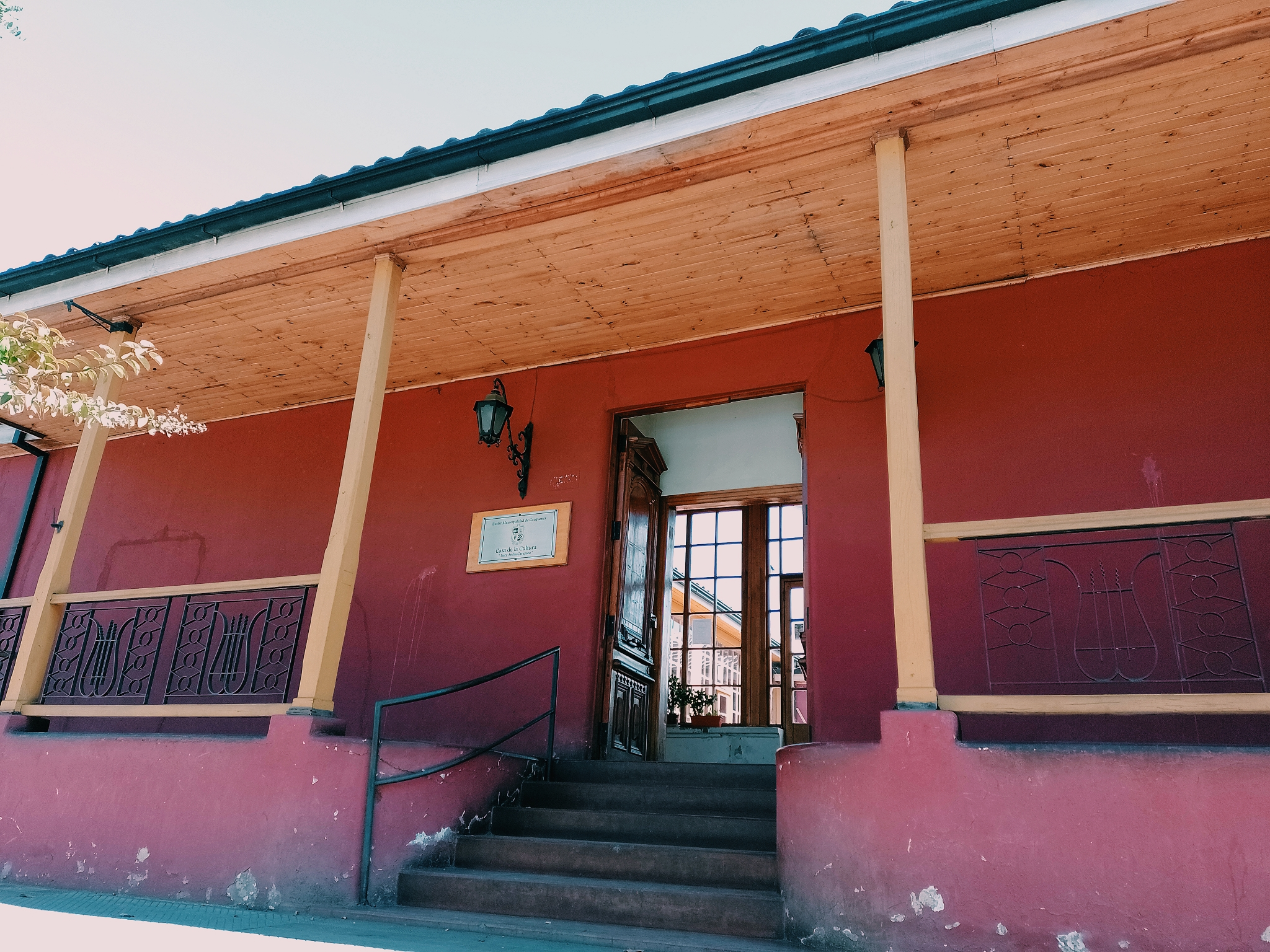
Casa de la Cultura de Cauquenes "Lucy Estrella Andía Cariqueo"

Reconocida por su importante herencia cultural en trabajos y procesos de artesanía, donde las materialidades de trabajo principales son: la greda, la lana y el mimbre. Cauquenes se destaca por su amplia variedad de manifestaciones y festividades culturales. Donde se conservan y celebran las tradiciones pertenecientes al patrimonio inmaterial de la zona. Donde el trabajo u oficio de origen campesino y el folclor se destacan.

### Festividades religiosas

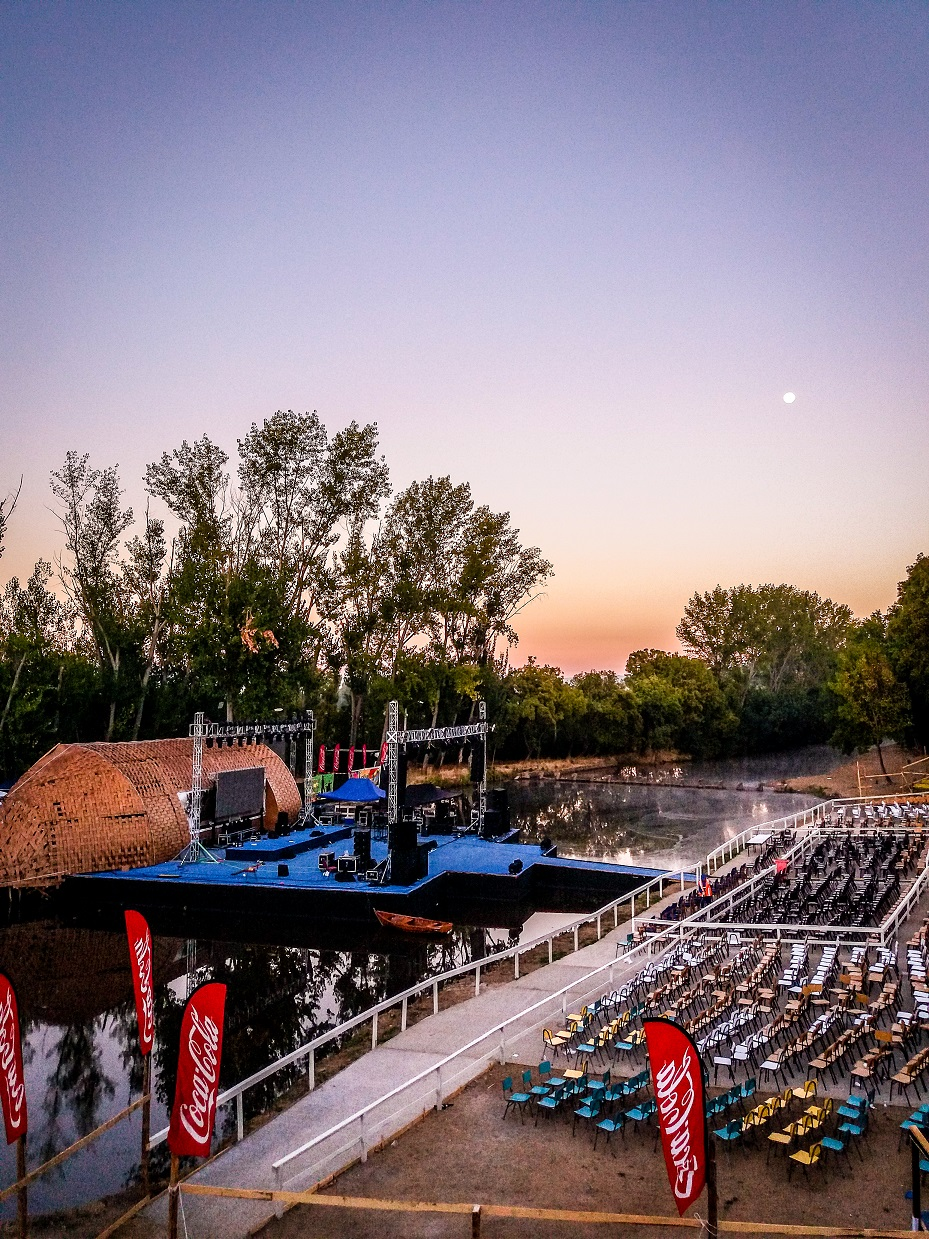
Festival del Río Cauquenes, conocido popularmente como "Festival del Chuico".

En la comuna de Cauquenes existen 5 festividades religiosas que se celebran en distintas localidades. En el caso de la aldea de Sauzal, se celebra la Fiesta de San Pedro el 29 de junio y la Fiesta de la Virgen del Rosario el 12 de octubre. En el caso de la localidad de Cabrería, se celebra la Cruz de Mayo el tercer día del mes homónimo. En el caso de la ciudad de Cauquenes, se celebra la Celebración de Nuestra Señora de la Merced el 24 de septiembre. En último lugar, en el caso del caserío de Pocillas, se celebra la Fiesta Purísima de Concepción que tiene lugar el 8 de diciembre.

### Organizaciones culturales

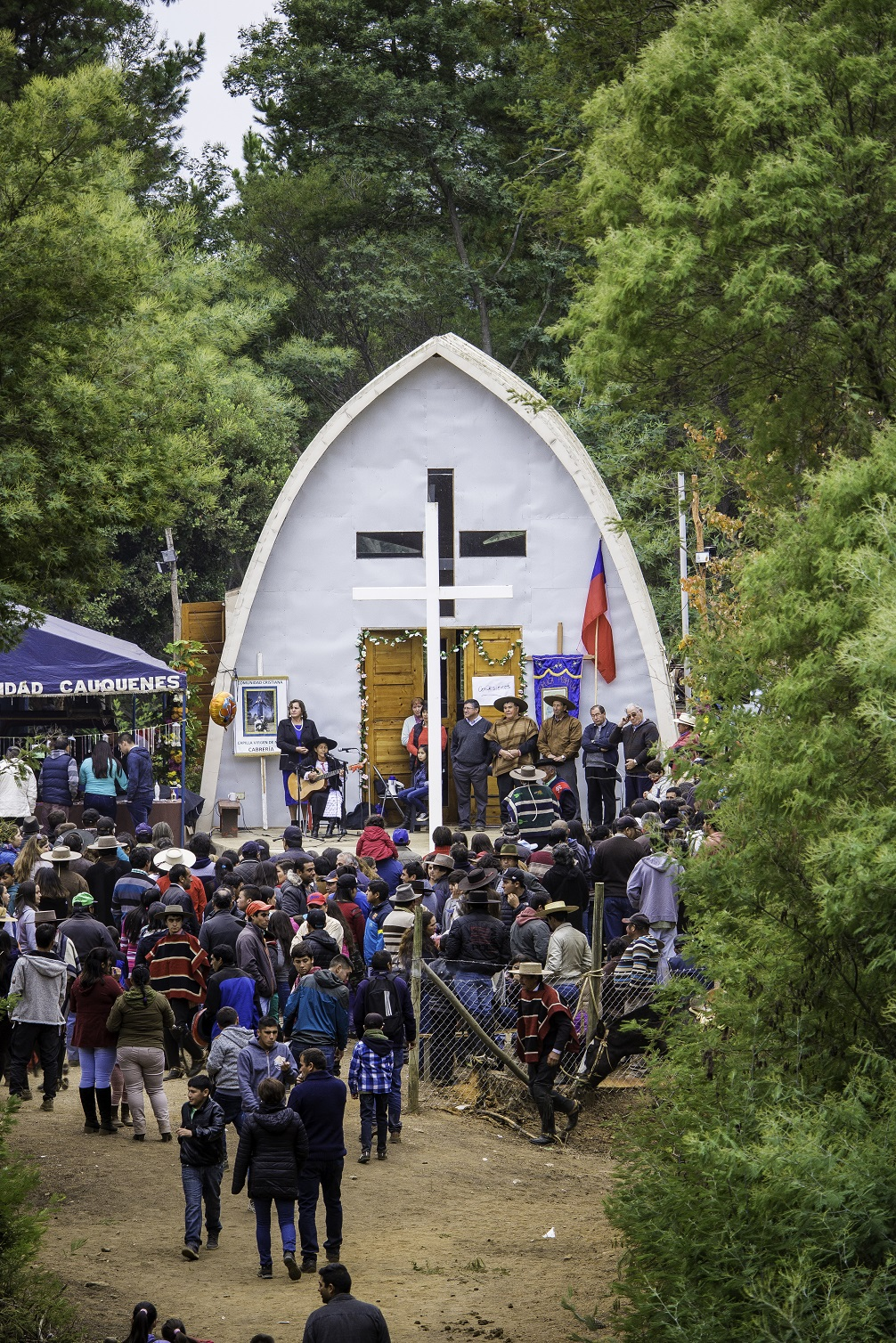
Fiesta de la Virgen de Mayo en Cabrería

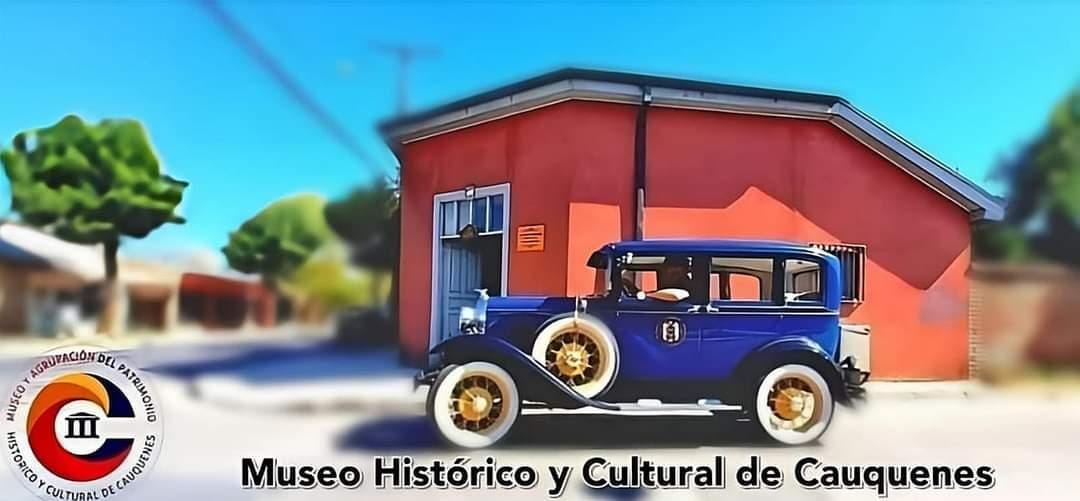
Museo Histórico y Cultural de Cauquenes.

Dentro de las organizaciones culturales reconocidas en la ciudad se cuenta con la Casa de la Cultura de Cauquenes "Lucy Estrella Andía Cariqueo", el Museo Histórico y Cultural de Cauquenes y la Biblioteca Pública N°261 "Domingo Valenzuela Moya".

## Servicios públicos

### Educación

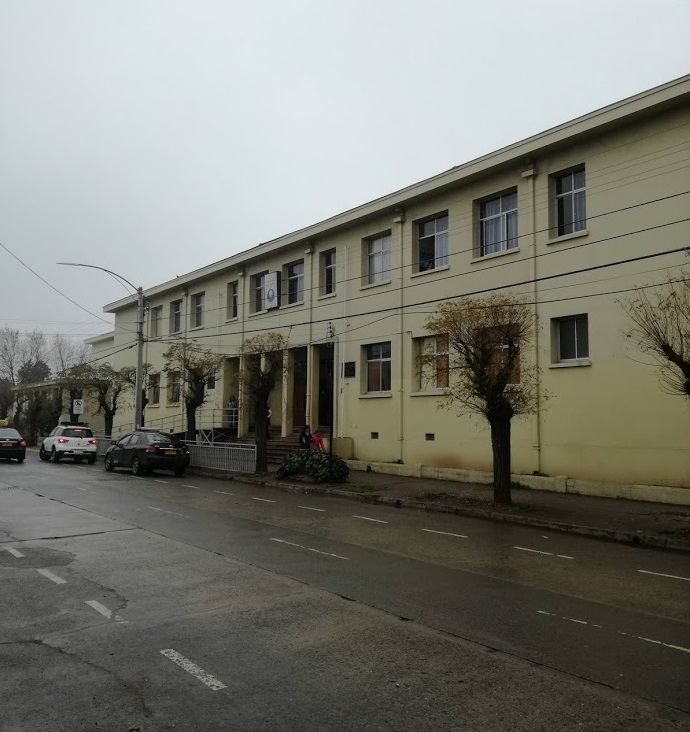
Liceo Antonio Varas de Cauquenes.

Cauquenes cuenta con establecimientos educacionales de nivel básico, medio y superior, tanto municipales (administrados por el Departamento de Educación Municipal de Cauquenes) como particulares subvencionados. Específicamente, hay 34 establecimientos educativos municipales y 8 particulares subvencionados en la comuna.

#### Establecimientos educativos asociados al DAEM de Cauquenes[54]
- Escuela El Trozo
- Escuela La Patagua
- Escuela Mixta Atenea
- Escuela La Capilla de Pilén Alto
- Escuela Ester Urrutia de Ruiz
- Escuela Chorrillos
- Escuela María González Vera
- Escuela Pedernales
- Escuela Rincón de Pilén
- Escuela Pedro de Valdivia
- Escuela Javiera Carrera
- Escuela Héctor Silvestre Paiva Manriquez
- Escuela Octavio Palma Pérez
- Escuela Clorindo Alvear
- Escuela Adolfo Quiroz Hernández
- Escuela Los Conquistadores
- Escuela Purísima Concepción de Pocillas
- Escuela Porongo
- Escuela Ecológica Rosita O'Higgins
- Escuela Independencia
- Escuela Artística Barrio Estación
- Colegio Blanco Encalada
- Escuela Aníbal Pinto
- Escuela Especial Horizonte
- Escuela Mariano Latorre

Otros establecimientos educativos
- Colegio Garden Collage
- Colegio Manso de Velasco
- Escuela Aníbal Pinto
- Escuela Barrio Estación
- Escuela Clorindo Alvear
- Liceo Antonio Varas
- Liceo Bicentenario Cauquenes
- Liceo Claudina Urrutia de Lavín
- Liceo Inmaculada Concepción de Cauquenes
- Liceo Politécnico Pedro Aguirre Cerda

#### Educación superior
Las instituciones de educación presentes son el Centro de Formación Técnica San Agustín y el Centro de Capacitación ISEC.[cita requerida]

## Medios de comunicación

### Radioemisoras
La primera emisora de Cauquenes fue Radio Maule en AM (Amplitud Modulada), fundada en 1953, transmitiendo ininterrumpidamente hasta el 17 de enero de 1997.
FM
- 90.9 MHz Radio Cauquenes FM
- 91.5 MHz Red Géminis Radio
- 93.9 MHz Radio Corporación
- 95.1 MHz Los 40
- 98.3 MHz ADN Radio Chile
- 99.1 MHz ABC Radio
- 100.9 MHz Radio Surcos
- 101.9 MHz Radio Dinastía
- 103.7 MHz Radio Tropical Latina
- 105.1 MHz Radio Maule Sur
- 105.7 MHz Radio San Alfonso
- 106.5 MHz Radio Ambrosio
- 107.1 MHz Radio Sintonía
- 107.5 MHz Radio Nuevo Tiempo

### Radio Online
- Radio Central de Cauquenes www.radiocentral.cl (La primera radio online, fundada en 2012)
- Cauquenesnet Radio Chile radio.cauquenesnet.cl
- Radio Tutuvén www.radiotutuven.cl

### Prensa Escrita
- Periódico La Voz de la Provincia, fundado el 6 de mayo de 2000, ya cuenta con 23 años de trayectoria, informando de manera veraz de los hechos acontecidos en la zona, a los habitantes de las comunas de Cauquenes, Chanco y Pelluhue, al sur de la Región del Maule. Esta labor informativa la desarrolla a través de sus ediciones impresas, redes sociales y página web. Su Director, es el profesor Alejandro Medel Vega.
- Revista Motivus, fundada en agosto del 2006. Es una de las pocas revistas impresas en papel couche que circulan en la región del Maule. Lleva 164 ediciones que solo han sido interrumpidas por la pandemia. Sus páginas retratan a personajes, hitos y acontecimientos de relevancia en la Provincia de Cauquenes. Su Director es el Gestor Cultural, CLaudio Chamorro Peña, Premio Patrimonio Vivo de la Región del Maule.

### Televisión
Cauquenes cuenta con señales de televisión nacionales.
TDT
- 4.1 - Chilevisión HD
- 4.2 - UChile TV
- 7.1 - Canal 13 HD
- 7.2 - T13 En Vivo
- 10.1 - TVN HD
- 10.2 - NTV

Por cable
- TeleCauquenes: canal local de televisión por cable que emite en Mundo (Canal 2 y Canal 795 HD Digital). En esta empresa de comunicaciones su señal es digital, con programación envasada y algunos programas de producción propia. Fue fundado por el periodista Sergio Andaur Cancino en el año 2008, comenzando sus emisiones en VTR, en el canal 3. Luego, en 2015, se traslada a la grilla de Mundo que, a partir de entonces, ofrece mayor cobertura tanto en la ciudad de Cauquenes, como en comunas cercanas del Maule Sur y Ñuble Norte, a través del canal 2 y en toda la Provincia de Cauquenes y Región del Maule en el canal 795. En tanto que la cobertura nacional se hace a través del canal 247 de Mundo Go.
- Varias de sus coberturas han sido reproducidas por otros medios regionales, lo que evidencia su rol como fuente de información primaria en la zona.

### Prensa digital
- Diario Digital Cauquenesnet.cl es el primer medio digital nativo de la provincia de Cauquenes. Es el único de la zona y uno de los 14 maulinos (entre 190 chilenos) contemplado en el ranking internacional de reputación SCImago Media. En la actualidad Cauquenesnet.cl cuenta con una radio online presente en más de 20 plataformas radiales digitales aptas para dispositivos móviles y SmartTV.

## Deportes
El equipo de fútbol amateur Club Deportivo Independiente de Cauquenes logró participar, tras la aprobación de la Asociación Central de Fútbol en 1971, en la Segunda división. El equipo jugó de local en el Estadio Municipal de Cauquenes. El año 1979 logró su mayor rendimiento, cayendo en la última recta ante Audax Italiano. En 1990, el club optó por disolverse por motivos financieros, pasando a formar nuevamente parte de la Asociación Nacional de Fútbol Amateur (ANFA). En abril de 2011 el club vuelve al fútbol chileno competitivo, aunque a Tercera División B, esta vez de la mano de una Sociedad Anónima Deportiva. A lo largo de este proceso, Independiente en el año 2013 fue campeón de Tercera División B y ascendió a Tercera A, luego de un par de años sale campeón de Tercera A y asciende a Segunda División Profesional de Chile. Desde 2011 a la fecha ha subido 2 categorías como campeón, ubicándose ahora en Segunda División Profesional del Fútbol Chileno.
El deporte en Cauquenes, hoy es marcado por una política a largo plazo impulsada desde la Municipalidad a través del Departamento de Deportes y Recreación.
Canotaje, natación, basquetbol, tenis, tenis de mesa, atletismo, gimnasia aeróbica, ciclismo, son una de las tantas disciplinas que desde su etapa de formación están creando una plataforma sólida para llevar el deporte de Cauquenes a nivel asociativo y federado.
| Equipo                                    | Deporte | Competición      | Estadio                                              |
| ----------------------------------------- | ------- | ---------------- | ---------------------------------------------------- |
| Club Deportivo Independiente de Cauquenes | Fútbol  | Segunda División | Estadio Fiscal Manuel Moya Medel                     |
| Club Deportivo Caupolicán                 | Fútbol  | Tercera B        | Estadio Municipal Miguel Alarcón Osores de Cauquenes |